# بيتر ماركوارت
بيتر ماركوارت (بالإنجليزية: Peter Marquardt)‏ هو منتج ألعاب فيديو وممثل أمريكي، ولد في 1 يوليو 1964، وتوفي في 19 يوليو 2014 في أوستن في الولايات المتحدة.

## أعمال

### أفلام
- (1995) خارج عن القانون[5][6]

## وصلات خارجية
- بيتر ماركوارت على موقع IMDb (الإنجليزية)
- بيتر ماركوارت على موقع ألو سيني (الفرنسية)
- بيتر ماركوارت على موقع أول موفي (الإنجليزية)
- بيتر ماركوارت على موقع قاعدة بيانات الأفلام السويدية (السويدية)
- بيتر ماركوارت على موقع قاعدة بيانات الفيلم (الإنجليزية)
- بيتر ماركوارت على موقع كينوبويسك (الروسية)